# Breguet 19
Бреге́ 19, також Breguet XIX, Br.19, Bre.19 — легкий бомбардувальник-біплан французької компанії Breguet.

## Історія
Літак здійснив перший політ 1922 року, після чого почалося його серійне виробництво. Всього було побудовано близько 2700 машин. До середини другої світової війни літак застарів і був знятий з експлуатації.

## Льотні дані
- Розмах, м: 14, 83
- Довжина, м: 9, 50
- Висота, м: 3, 34
- Вага порожнього, кг: 1722
- Вага злітна, кг: 3110
- Дальність, км: 800
- Тип двигуна: Hispano-Suiza 12Hb
- Максимальна швидкість на висоті 3000 м, км/год: 230
- стеля, м: 6700
- Екіпаж, чол: 2